# Kup CEV za muškarce
Kup CEV (eng. CEV Cup) je drugo po snazi europsko odbojkaško klupsko natjecanje u muškoj konkurenciji. Organizira ga Europska odbojkaška federacija (CEV). 

Kao natjecanje postoji od 1972., ali je tokom povijesti više puta mijenjao ime i to:
| Sezona                  | Naziv                                             |
| ----------------------- | ------------------------------------------------- |
| 1972./73. – 1999./2000. | Kup pobjednika kupova (eng. CEV Cup Winners' Cup) |
| 2000./01. – 2006./07.   | Top Teams Cup (eng. CEV Top Teams Cup)            |
| 2007./08. - danas       | Kup CEV (eng. CEV Cup)                            |

Kup CEV je kao naziv imalo i treće europsko natjecenje - današnji Challenge Cup do sezone 2006./07.

## Pobjednici i finalisti
| sezona                | pobjednik                                   | drugoplasirani                              |
| Kup pobjednika kupova | Kup pobjednika kupova                       | Kup pobjednika kupova                       |
| --------------------- | ------------------------------------------- | ------------------------------------------- |
| 1972./73.             | Zvezda (Vorošilovgrad / Lugansk)            | Csepel Budimpešta                           |
| 1973./74.             | Radiotehnik Riga                            | Zvezda (Vorošilovgrad / Lugansk)            |
| 1974./75.             | Radiotehnik Riga                            | Levski-Spartak Sofija                       |
| 1975./76.             | CSKA Sofija                                 | Ruda Hvezda Bratislava                      |
| 1976./77.             | Radiotehnik Riga                            | Steaua Bukurešt                             |
| 1977./78.             | Ruda Hvezda Prag                            | AZS Olsztyn                                 |
| 1978./79.             | Dinamo Bukurešt                             | Levski-Spartak Sofija                       |
| 1979./80.             | Panini Modena                               | Panathinaikos Atena                         |
| 1980./81.             | Cervena Hvezda Bratislava                   | Steaua Bukurešt                             |
| 1981./82.             | Avtomobilist (Lenjingrad / Sankt Peterburg) | Levski-Spartak Sofija                       |
| 1982./83.             | Avtomobilist (Lenjingrad / Sankt Peterburg) | Kappa Torino                                |
| 1983./84.             | Robe di Kappa Torino                        | Son Amar Mallorca (Palma de Mallorca)       |
| 1984./85.             | Dinamo Moskva                               | Levski-Spartak Sofija                       |
| 1985./86.             | Panini Modena                               | Steaua Bukurešt                             |
| 1986./87.             | Tartarini Bologna                           | Levski-Spartak Sofija                       |
| 1987./88.             | Santal Parma                                | US Zinella Bologna                          |
| 1988./89.             | Maxicono Parma                              | Levski-Spartak Sofija                       |
| 1989./90.             | Maxicono Parma                              | Sisley Treviso                              |
| 1990./91.             | Eurostyle Montichiari                       | Avtomobilist (Lenjingrad / Sankt Peterburg) |
| 1991./92.             | Gabeca Montichiari                          | Mediolanum Milano                           |
| 1992./93.             | Mediolanum Gonzaga Milano                   | AS Cannes                                   |
| 1993./94.             | Sisley Treviso                              | Mediolanum Misuro Milano                    |
| 1994./95.             | Daytona Modena                              | San Jose Soria GD                           |
| 1995./96.             | Olympiakos Pirej                            | Bayer Wuppertal                             |
| 1996./97.             | Alpitur Traco Cuneo                         | Olympiakos Pirej                            |
| 1997./98.             | Alpitur Traco Cuneo                         | Olympiakos Pirej                            |
| 1998./99.             | AS Cannes                                   | Alpitour TNT Cuneo                          |
| 1999./00.             | Paris Volley                                | TNT Alpitour Cuneo                          |
| Top Teams Cup         |                                             |                                             |
| 2000./01.             | SC Espinho                                  | Izumrud Jekaterinburg                       |
| 2001./02.             | Knack Roeselare                             | SC Espinho                                  |
| 2002./03.             | Piet Zoomers Apeldoorn                      | Lokomotiv Harkiv                            |
| 2003./04.             | Lokomotiv Harkiv                            | Deltacons Tulcea                            |
| 2004./05.             | Olympiakos Pirej                            | Ortec Nesselande Rotterdam                  |
| 2005./06.             | Copra Piacenza                              | Portol Son Amar Palma de Mallorca           |
| 2006./07.             | Autocommerce Bled                           | Cimone Modena                               |
| Kup CEV               |                                             |                                             |
| 2007./08.             | Roma Volley (Rim)                           | Noliko Maaseik                              |
| 2008./09.             | Lokomotiv-Belogorie Belgorod                | Panathinaikos Atena                         |
| 2009./10.             | Bre Banca Lannutti Cuneo                    | Iskra Odintsovo                             |
| 2010./11.             | Sisley Treviso                              | Zaksa Kedzierzyn-Kozle                      |
| 2011./12.             | Dinamo Moskva                               | Asseco Resovia Rzeszow                      |
| 2012./13.             | Halkbank Ankara                             | Andreoli Latina                             |
| 2013./14.             | Paris Volley                                | Gubernija Nižnji Novgorod                   |
| 2014./15.             | Dinamo Moskva                               | Energy TI Diatec Trentino                   |
| 2015./16.             | Berlin Recycling Volleys                    | Gazprom-Yugra Surgut                        |
| 2016./17.             | Tours VB                                    | Trentino Diatec                             |

## Poveznice i izvori
- Liga prvaka
- Challenge Cup
- Kup CEV za muškarce
- cev-lu, arhiva natjecanja  Arhivirana inačica izvorne stranice od 23. veljače 2015. (Wayback Machine)
- todor66.com, arhiva CEV Cup Winners' Cup / CEV Top Teams Cup / CEV Cup
- cev.lu, sudionici završnice europskih klupskih natjecanja do 2011., wayback arhiva